# Aligoudarz
Aligoudarz (en persan : اليگودرز / Aligudarz ; en lori : Aligudarz, précédemment Ali Gudar) est une ville de la province du Lorestan dans l'ouest de l'Iran. La ville d'Aligudarz est à 503 km de Téhéran et est située dans une région qui est un mélange de plaines et de collines, bénéficiant d'un climat montagneux modéré. La chaîne de montagnes Oshtoran Kuh et la rivière Aligudarz sont situées dans cette ville ou à proximité.
Les origines de la ville sont inconnues. La ville de Aligoudarz était autrefois nommée Al-e Goudarz (signifiant tribu de Goudarz, un héros mythique iranien du poème épique national perse, le Livre des Rois de Ferdowsi). Dans le passé, le monastère de cette ville était un centre d'apprentissage religieux pour les Qizilbash et les derviches.
Les sites historiques et naturels d'importance d'Aligoudarz sont les suivants:
- Cascade de Absefid et forêts d'Aligoudarz,
- Château de Sayleh, Grottes de Tamandar et Bexnavid,

Les habitants de la ville appartiennent à la tribu bakhtiari et sont bilingues en persan et en lori. La grande majorité de la population est de confession chiite.